# Кристмас, Карима
Карима Бриттани Кристмас (англ. Karima Brittany Christmas; род. 11 сентября 1989 года в Лонг-Бич, Калифорния) — американская профессиональная баскетболистка, выступавшая в женской национальной баскетбольной ассоциации. Была выбрана на драфте ВНБА 2011 года во втором раунде под общим 23-м номером клубом «Вашингтон Мистикс». Играет на позиции лёгкого форварда.

## Ранние годы
Карима родилась 11 сентября 1989 года в городе Лонг-Бич (Калифорния) в семье Байрона и Дженниты Кристмас, у неё есть брат, Дэвид, и три сестры, Шелли, Кришма и Кристи. В детстве её семья переехала в город Хьюстон (Техас), где она посещала среднюю школу имени Фрэнка Доби, в которой выступала за местную баскетбольную команду.